# Harley-Davidson Modell 7D

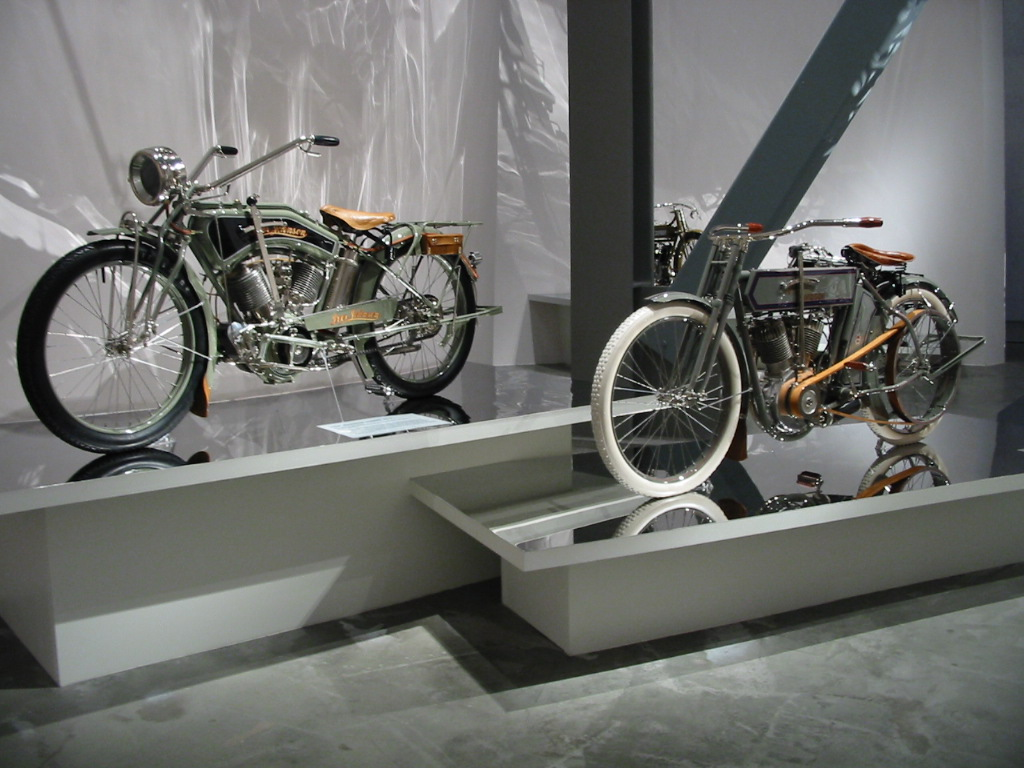
Harley-Davidson 7D (rechts)

Die  Harley-Davidson Modell 7D von 1911 war das zweite Zweizylinder-Motorrad des US-amerikanischen Herstellers Harley-Davidson und für die Firma ein wesentlicher Fortschritt im Motorradbau.

## Vorgeschichte und Technik
Das Vorgängermodell 5D war in jeder Hinsicht ein Reinfall, technisch mit Schnüffelventilen der Zeit hinterher, schwer zu starten und keine Käufernachfrage.
Die Motorabmessungen des Vorgängermodells mit Bohrung (76 mm), Hub (89 mm) und Hubraum 811 cm³ behielt man bei. Die Motorsteuerung erfolgte nun mit unterliegender Nockenwelle für Auslass- und Einlassventil nach dem System IOE. Der mit einer Bosch-Magnetzündung und Schebler-Vergaser ausgerüstete 45-Grad-V-Motor soll eine Leistung von 6,5 PS erreicht haben. Dieses Motorenkonzept blieb bis zur Einführung der „Flathead-Motoren“ im Jahre 1929 unverändert im Programm.
Der automatische Riemenspanner, ein Patent von William S. Harley, verhinderte das Durchrutschen des Antriebriemens bei Nässe. Der Radstand der 28-Zoll bereiften Maschine betrug 1435 mm. Die Höchstgeschwindigkeit betrug, je nach Autor, 55 bis 60 mph (89–97 km/h) und war der Konkurrenz angemessen; gebremst wurde mit einer Bandbremse am Hinterrad. Die Maschine war gut durchkonstruiert und das ruhige Laufgeräusch des Motors in Verbindung mit einem Schalldämpfer ließ der Hersteller mit „The Silent Grey Fellow“ anpreisen. Schätzungen gehen von etwa 3.500 gebauten Exemplaren des nur in „Renault-grau“ gelieferten Modells aus, das damals für 300 US-Dollar erhältlich war. Am 21. Oktober 2006 wurde eine Harley-Davidson 7D für 187.000 US-Dollar versteigert.